# Smith & Wesson Model 61
Smith & Wesson Model 61 (также известный как Smith & Wesson Escort или Pocket Escort) — компактный самозарядный пистолет компании Smith & Wesson, производившийся как гражданское оружие для самообороны с 1970 по 1973 годы под патрон .22 Long Rifle.

## Особенности
Всего было выпущено 65438 экземпляров в пяти различных вариантах, для них были характерны различные отделки из вороной стали или никеля, чёрные или белые щёчки рукояти. Модификации и отличительные особенности:
- 61: номера B1,001–B7,800 (март 1970[1]
- 61-1: номера B7,801–B9,850; защёлка магазина (май 1970)[1]
  - 61-1: номера B1–B500; особая партия (1970)[1]
- 61-2: номера B9,851–B40,000: соединительная муфта ствола (сентябрь 1970)[1]
- 61-3: номера B40,001–B65,438; алюминиевая рама (июль 1971)[1]